# Midori (operációs rendszer)
A Midori (japán: zöld) a Microsoft cég tervezés alatt lévő, menedzselt kódú operációs rendszerének kódneve volt. A szoftver fejlesztését 2015-ben félbeszakították.

## Tulajdonságai
A rendszer a MinWinen alapult volna. A rendszer sok példányban és párhuzamosan futott volna egy processzoron belül. A MinWin mérete 25 MB, nagyjából száz állományt használt és 40 MB memóriát igényelt a futáshoz. Ez egy lecsupaszított kernel, a rendszer későbbi kemény magja. Grafika sem volt benne, a bejelentkező képernyőn is fekete alapon fehér karakterek rajzolták ki a Windows logót.
Az így lecsupaszított kernel (ami ellentétben áll például a Vista maga 4 GB-os méretével és 2 GB feletti memóriaigényével) fontos az új Windows számára: a rendszer a hipervizornak nevezett technikával dolgozott volna. Ez annyit jelent, hogy egy gépen belül az operációs rendszer több példányban párhuzamosan fut.
Az új Windows operációs rendszerbe a tervezők bele kívánták építeni a legújabb, hang- és kézírásfelismerő technológiákat. Elképzelésük szerint az új rendszer képes lett volna egér és billentyűzet nélkül is futni.
„A Vistát követő Windows változat nagy előrelépés lesz a beszéd, a tinta és az érintés vonatkozásában egyaránt” – közölte Bill Gates, aki szerint az új operációs rendszer megjelenésének idején fogják megkezdeni igazi hódító útjukat az érintésvezérelt képernyők és egyéb technológiák.
„Meglehetősen valószínű, hogy az érintésérzékeny technológiák számos típusforma esetében meglehetősen gyorsan uralkodóvá válnak majd, mert kéz a kézben dolgozunk a hardver-gyártó cégekkel” – közölte a Microsoft alapítója, aki szerint azonban a beszéd- és írásvezérlés jövője még mindig bizonytalan.